# Cuatro (Fernsehsender)

Senderlogo

Cuatro (deutsch: vier) ist ein spanischer Fernsehsender von Mediaset España, der im November 2005 gegründet wurde.

## Sendungen (Auswahl)
- Alarm für Cobra 11 – Die Autobahnpolizei
- Castle
- Desperate Housewives
- Alles Betty!
- Grey’s Anatomy
- Supernanny
- Peking Express